# Argobba (peuple)
Pour les articles homonymes, voir Argobba.
Les Argobba sont une population d'Afrique de l'Est vivant dans la corne de l'Afrique, principalement en Éthiopie.

## Ethnonymie
Selon les sources et le contexte, on rencontre plusieurs formes : Argobbas, Argobbinya.

## Population
En Éthiopie, lors du recensement de 2007 portant sur une population totale de 73 750 932 personnes, 140 820 se sont déclarées « Argoba ».

## Langues
Ils parlent l'argobba, une langue éthiosémitique. L'amharique et l'oromo sont également utilisés.